# Clytie iranica
Clytie iranica là một loài bướm đêm trong họ Erebidae.